# Peter Edward Gibbs
Peter Edward Gibbs (1938) es un botánico y profesor inglés. Trabaja en el Laboratorio Plant Science de la Universidad de St. Andrews en Fife, Escocia.
En 1960 obtiene su graduación en Biología (Botánica) en la Universidad de Liverpool; y su Ph.D. en la misma Universidad, en 1964 . Se ha especializado en Taxonomía de Fabaceae.
Entre 1974 a 1977 fue Jefe del Departamento de Botánica, UNICAMP, SP.

## Algunas publicaciones
- TERRAB, A. ; ORTIZ, M. A. ; TALAVERA, M ; ARIZA, M. J. ; MORIANA, M. C. ; GARCÍA-CASTANO, J. L. ; TREMETSBERGER, K. ; STEUSSY, T. F. ; BAEZA, C. M. ; URTUBEY, E. ; RUAS, C. F. ; CASIMIRO-SORIGUER, R. ; BALAO, F. ; GIBBS, P. E. ; TALAVERA, S. 2009. AFLP and breeding system studies indicate a vicariance origin for scattered populations and enigmatric low fertility in the Moroccan endemic Hypochaeris angustifolia (Asteraceae), sister taxon to all of the South American Hypochaeris species. Molecular Phylogenetics and Evolution 53: 13-22

- ORTIZ, M. A. ; TREMETSBERGER, K. ; TERRAB, A. ; STEUSSY, T. F. ; GARCÍA-CASTANO, J. L. ; URTUBEY, E. ; BAEZA, C. M. ; RUAS, ; GIBBS, P. E. ; TALAVERA, S. 2008. Phylogeography of the invasive weed Hypochaeris radicata (Asteraceae): from Moroccan origin to worldwide introduced populations. Molecular Ecology 17: 3654-3667

- GIBBS, P. E. ; WILLIAM S. ALVERSON. 2006. How many species of Spirotheca (Malvaceae s.l., Bombacoideae? Brittonia (Bronx) 58: 245-258

### Capítulos de libros
- OLIVEIRA, PE ; GIBBS, PE. In: Paulo S. Oliveira; Robert J. Marquis (org.) Washington: Columbia Univ. Press, 2002, v. 1

- TALAVERA, S ; GIBBS, PE. In: S. Castroviejo (org.) Madrid, 1999, v. VII, p. 141-147

- PRADO, DE ; GIBBS, PE ; POTT, A ; POTT, V. In: Furley, P.; Ratter, J.A.; Proctor, J. (org.) Londres: Academic Press, 1992

- GIBBS, PE. In: Tutin et al. (eds.) (org.) Cambridge: Cambridge Univ. Press, 1972, v. 3: 97-100

- GIBBS, PE. In: PH Davis (ed.) (org.) Edimburgo: Univ. of Edinburgh, 1970, v. 3: 14-36

- GIBBS, PE. In: P.H. Davies (ed.) (org.) 1970, v. 3, p.

- GIBBS, PE. In: Tutin et al. (eds.) (org.) Cambridge: Cambridge University Press, 1968, v. 2: 86-104
- La abreviatura «P.E.Gibbs» se emplea para indicar a Peter Edward Gibbs como autoridad en la descripción y clasificación científica de los vegetales.[3]

## Fuente
- Desmond, R. 1994. Dictionary of British & Irish Botanists & Horticulturists includins Plant Collectors, Flower Painters & Garden Designers. Taylor & Francis & The Natural History Museum, Londres